# Assimp
Assimp (Open Asset Import Library) ist eine portable Open-Source-C++-Programmbibliothek zum Austausch von 3D-Modellen. Die Software wurde für typische Spieleszenarios entwickelt und unterstützt Knotenhierarchien, Materialien, Knochenanimationen und Texturen.

## Unterstützte Dateiformate
Assimp unterstützt zur Importierung derzeit 57 Dateiformate. Zur Überprüfung, ob ein 3D-Modell korrekt in die Software geladen wird, eignet sich AssimpView. AssimpView ist eine auf Windows basierende 3D-Modell-Betrachtungssoftware, welche alle von Assimp unterstützten Datentypen importieren und anzeigen kann. Ab Version 3.0 wird auch die Exportierung bzw. Konvertierung in folgende Datenformate unterstützt: Collada, Wavefront Object, Stereolithografie und Stanford Polygon Library.

## Merkmale
- Geschrieben in C++
- API erhältlich für C++ und C[4]
- Importierung von Knochen, Vertex-Gewichten und Animationen
- Lädt bis zu 8 unterschiedliche UV und Vertex-Farbkanäle
- Unterstützt komplexe mehrschichtige Materialien
- Eingebettete Texturen (komprimiert oder RAW-Farbdaten)
- Ab Version 3.0: Auch als Konverter einsetzbar

## Erstellung der Bibliothek
Die Assimp-Bibliothek verwendet CMake als Buildsystem. Bei der Entwicklung von Assimp wurde großen Wert darauf gelegt, dass die Bibliothek ohne externe Abhängigkeiten lauffähig ist; dennoch wird seitens der Entwickler die Verwendung von Boost empfohlen. Es existiert jedoch auch eine Anleitung, um Assimp ohne Boost zu kompilieren.

## Lizenz
Sowohl die Assimp-Bibliothek als auch AssimpView sind unter einer BSD-3-Klausel-Lizenz verfügbar. Dies bedeutet, dass die Software frei in Open/Closed-Source-Projekten für die Verwendung im kommerziellen und nicht kommerziellen Zusammenhang verwendet werden darf, solange die Lizenzinformation enthalten ist.